# Leptotarsus caledonianus
Leptotarsus caledonianus är en tvåvingeart som först beskrevs av Alexander 1934.  Leptotarsus caledonianus ingår i släktet Leptotarsus och familjen storharkrankar. Inga underarter finns listade i Catalogue of Life.